# 러스 탬블린
러스 탬블린(Russ Tamblyn, 1934년 12월 30일 ~ )은 미국의 배우이다.

## 출연 작품
- 장고:분노의 추적자 (2012)
- 드라이브 (2011)
- 조안 오브 아카디아 (2003)
- 60피트 센터폴드의 습격 (1995)
- 엄마는 투명 인간 (1995)
- 못말리는 초보 선원 (1994)
- 리틀 데블 (1993)
- 트릭스 (1992)
- 위자드 오브 더 데몬 스워드 (1991)
- 지구 반란 (1990)
- 팬텀 엠파이어 (1989)
- 데저트 스틸 (1989)
- 코만도 스쿼드 (1987)
- 사이클론 (1987)
- 내일은 스타 (1982)
- 엔터테인먼트 (1974)
- 프랑켄슈타인의 괴물: 산다 대 가이라 (1966)
- 우리 생애 나날들 (1965)
- 전함 바이킹 (1964)
- 더 헌팅 (1963)
- 폴로우 더 보이즈 (1963)
- 서부 개척사 (1962)
- 웨스트 사이드 스토리 (1961)
- 시머론 (1960)
- 하이 스쿨 컨디덴셜! (1958)
- 엄지손가락 톰 (1958)
- 물 가까이 가지 마라 (1957)
- 페이튼 플레이스 (1957)
- 최후의 총격 (1956)
- 매니 리버스 투 크로스 (1955)
- 히트 더 덱 (1955)
- 딥 인 마이 하트 (1954)
- 7인의 신부 (1954)
- 테이크 더 하이 그라운드! (1953)
- 장진호 전투 (1952)
- 위닝 팀 (1952)
- 파더스 리틀 디버덴드 (1951)
- 캡틴 캐리 USA (1950)
- 신부의 아버지 (1950)
- 건 크레이지 (1950)
- 삼손과 데릴라 (1949)